# Moonspell
Moonspell är ett portugisiskt gothic metal-band, bildat 1989. Bandet brukar använda sig av en sångform kallad growl men använder sig också av vanlig ren sång.

## Medlemmar
Nuvarande medlemmar
- Miguel Gaspar – trummor (1992– )
- Pedro Paixão – keyboard, gitarr (1992– )
- Fernando Ribeiro – sång (1992– )
- Ricardo Amorim – gitarr (1995– ), keyboard (2006)
- Aires Pereira – basgitarr (2004– )

Tidigare medlemmar
- Ares (João Pedro) – basgitarr (1992–1997)
- Mantus (Duarte Picoto) – gitarr (1992–1995)
- Malah (Luís Lamelas) – gitarr (1992–1993)
- J.M. Tanngrisnir (João Fonseca) – gitarr (1993–1995)
- Sérgio Crestana – basgitarr (1997–2003)

Turnerande medlemmar
- Carmen Susana Simões – sång (2007– )
- Sílvia (Sílvia Guerreiro) – sång
- Maxi Nil (aka Μάχη) – sång (2008–2009)
- Mariangela Demurtas – sång (2013, 2016)

## Diskografi
Demo
- 1993 – Anno Satanae

Studioalbum
- 1995 – Wolfheart
- 1996 – Irreligious
- 1998 – Sin/Pecado
- 1998 – The Butterfly Effect
- 2001 – Darkness and Hope
- 2003 – The Antidote
- 2006 – Memorial
- 2007 – Under Satanae
- 2008 – Night Eternal
- 2012 – Alpha Noir
- 2015 – Extinct
- 2017 – 1755
- 2021 – Hermitage

Livealbum
- 2008 – Lusitanian Metal
- 2018 – Lisboa Under the Spell

EP
- 1994 – Under the Moonspell
- 1997 – 2econd Skin
- 2018 – I'll See You in My Dreams

Singlar
- 1994 – "Goat on Fire" / "Wolves From the Fog"
- 1996 – "Opium"
- 1997 – "Sin" / "Pecado"
- 1999 – "Butterfly FX"
- 2001 – "Nocturna"
- 2003 – "Everything Invaded"
- 2006 – "Finisterra"
- 2015 – "The Last of Us"
- 2015 – "Extinct"
- 2017 – "Todos Os Santos"
- 2017 – "In Tremor Dei"
- 2017 – "Evento"
- 2019 – "Scorpion Flower"

Samlingsalbum
- 2007 – The Great Silver Eye
- 2015 – Original Album Collection (3CD box)

Annat
- 1993 – Mortuary Vol. 1 (delad album: Moonspell / Thormenthor / Silent Scream / Extreme Unction / Bowelrot)
- 1995 – Under the Moonspell / Dark Opera of the Ancient War Spirit (Or Search the Light) (delad album: Moonspell / Daemonium)